# ماي ليتل بوني: فرندشيب إز ماجيك
مهرتي الصغيرة: الصداقة هي سحر (بالإنجليزية: My Little Pony: Friendship Is Magic)‏ (تلفظ:ماي ليتل بوني: فرندشيب إز ماجيك) مسلسل رسوم متحركة بث لأول مرة في عام 2010 على شبكة قناة الاشتراك الأمريكية ذا هب، و هذا المسلسل مبني على سلسلة ألعاب و رسوم متحركة سابقة لدمى ماي ليتل بوني الخاصة بشركة هاسبرو للألعاب. هذا المسلسل من تطوير لورين فاوست و من إنتاج شركتي هاسبرو ستوديوز و‌ستوديو بي برودكشنز. و في البداية فاوست التي كانت تشغل منصب المنتج التنفيذي والمدير الإبداعي للموسم المسلسل الأول، ولكن وصولًا للموسم الثاني أصبحت المنتج الاستشاري قبل مغادرتها للإنتاج في هذا المسلسل في النهاية. البرنامج يتبع شخصية مهرة أحادي قرن مواظبة تدعى توايلايت سباركل ، التي كلفت من قبل معلمتها الأميرة سيلستيا لتتعلم المزيد عن موضوع الصداقة في بلدة بونيفيل. ثم تصبح توايلايت سباركل صديقة مقربة لخمسة مهور ؛ و هن آبل جاك ، و بينكي باي، و راريتي ، و راينبو داش ، و فلاترشاي . كل فرد من المُهرات تمثل جانب مختلف من موضوع الصداقة، و يكتشفن بأنفسهن أنهن الأجزاء الرئيسية في «عناصر الانسجام» و في هذا المسلسل، المُهرات تخضعن إلى المغامرات و مساعدة غيرهن من سكان بلدة بونيفيل، بينما يتعاملن مع اللحظات المحرجة في صداقاتهن الخاصة.
هذا البرنامج قد تم إستقباله بحماس بسبب الفكاهة و النظرة الأخلاقية عنه. و على الرغم من أن هدف المسلسل هو الفتيات الصغيرات، فقد اكتسب هذا البرنامج عدد كبير من المشاهدين الكبار ، و خاصةً المراهقين و البالغين ذكور. هذه المجموعة من المعجبين يطلقون على أنفسهم بالـ «برونيز» (Bronies). أسباب هذا الارتفاع الغير العادي من الإعجاب يشمل مزيجاً من مساهمات فاوست الخلاقة في الكتابة و التوصيف، و أسلوب فن التحريك القائمة عبر فلاش، والموضوعات التي تمكن أن تقدر من قبل الجماهير القديمة، وجود العلاقة المتبادلة بين المبدعين والمعجبين. وأصبحت عناصر البرنامج جزء من ثقافة الريمكس ولقد شكلت الأساس لمجموعة متنوعة من ميمات الإنترنت.
بدء عرض النسخة العربية لهذا المسلسل في 6 أكتوبر 2011، على قناة كرتون نتورك بالعربية، لكن الموسم الأول فقط إلا حلقة واحدة -المجموع 25- ، وأيضا بث المسلسل على قناة إي جونيور الإماراتية بشكل محلي -أي مستمر بث المسلسل عليه-، وأما في سبيس تون لم يبث الموسم الأول ولكن بث الموسم الثاني لأول مرة في 15 يونيو 2014 وبث الموسم الثالث لأول مرة في 7 ديسمبر 2014 وبث الموسم الرابع أيضًا في 6 سبتمبر 2015.

## قائمة الحلقات

### الموسم الأول (2010-2011)
| رقم الحلقة اجماليا | رقم الحلقة في الموسم | عنوان الحلقة               | إخراج                                  | كتابة                          | تاريخ العرض الأصلي |
| ------------------ | -------------------- | -------------------------- | -------------------------------------- | ------------------------------ | ------------------ |
| 1                  | 1                    | سحر الصداقة (الجزء الاول)  | جيسون ثيسن (مشارك الإخراج جايمس ووتون) | لورين فاوست                    | 10 أكتوبر 2010     |
| 2                  | 2                    | سحر الصداقة (الجزء الثاني) | جيسون ثيسن (مشارك الإخراج جايمس ووتون) | لورين فاوست                    | 22 أكتوبر 2010     |
| 3                  | 3                    | صاحبة الدعوات              | جيسون ثيسن (مشارك الإخراج جايمس ووتون) | ايمي كيتينغ روجرز ولورين فاوست | 29 أكتوبر 2010     |
| 4                  | 4                    | موسم قفط التفاح            | جيسون ثيسن (مشارك الإخراج جايمس ووتون) | ايمي كيتينغ روجرز              | 5 نوفمبر 2010      |
| 5                  | 5                    | غريفين المتنمرة            | جيسون ثيسن (مشارك الإخراج جايمس ووتون) | سيندي مورو                     | 12 نوفمبر 2010     |
| 6                  | 6                    | التباهي بالسحر             | جيسون ثيسن (مشارك الإخراج جايمس ووتون) | كريس سافينو                    | 19 نوفمبر 2010     |
| 7                  | 7                    | الخوف من التنين            | جيسون ثيسن (مشارك الإخراج جايمس ووتون) | ميغان مكارثي                   | 26 نوفمبر 2010     |
| 8                  | 8                    | انظر قبل ان تنام           | جيسون ثيسن (مشارك الإخراج جايمس ووتون) | شارلوت فولرتون                 | 3 ديسمبر 2010      |
| 9                  | 9                    | الإشاعات                   | جيسون ثيسن (مشارك الإخراج جايمس ووتون) | ايمي كيتينغ روجرز              | 10 ديسمبر 2010     |
| 10                 | 10                   | سرب القرن                  | جيسون ثيسن (مشارك الإخراج جايمس ووتون) | م. ا. لارسون                   | 17 ديسمبر 2010     |
| 11                 | 11                   | في انتهاء الشتاء           | جيسون ثيسن (مشارك الإخراج جايمس ووتون) | سيندي مورو                     | 24 ديسمبر 2010     |
| 12                 | 12                   | دعاء إلى العلامة المميزة   | جيسون ثيسن (مشارك الإخراج جايمس ووتون) | ميغان مكارثي                   | 7 يناير 2011       |
| 13                 | 13                   | اصدقاء سباق الخريف         | جيسون ثيسن (مشارك الإخراج جايمس ووتون) | ايمي كيتينغ روجرز              | 28 يناير 2011      |
| 14                 | 14                   | خياط للنجاح                | جيسون ثيسن (مشارك الإخراج جايمس ووتون) | شارلوت فولرتون                 | 4 فبراير 2011      |
| 15                 | 15                   | حدس بينكي المريب           | جيسون ثيسن (مشارك الإخراج جايمس ووتون) | دايف بولسكي                    | 11 فبراير 2011     |
| 16                 | 16                   | انفجار السونيك             | جيسون ثيسن (مشارك الإخراج جايمس ووتون) | م. ا. لارسون                   | فبراير 18, 2011    |
| 17                 | 17                   | ذات النظرة                 | جيسون ثيسن (مشارك الإخراج جايمس ووتون) | كريس سافينو                    | فبراير 25, 2011    |
| 18                 | 18                   | مفسدين العرض               | جيسون ثيسن (مشارك الإخراج جايمس ووتون) | سيندي مورو                     | 4 مارس 2011        |
| 19                 | 19                   | عرض المهرة والكلب          | جيسون ثيسن (مشارك الإخراج جايمس ووتون) | ايمي كيتينغ روجرز              | 11 مارس 2011       |
| 20                 | 20                   | الاخضر لا يناسبك           | جيسون ثيسن (مشارك الإخراج جايمس ووتون) | ميغان مكارثي                   | 18 مارس 2011       |
| 21                 | 21                   | تسوية الخلافات             | جيسون ثيسن (مشارك الإخراج جايمس ووتون) | دايف بولسكي                    | 25 مارس 2011       |
| 22                 | 22                   | عصفور في الحافر            | جيسون ثيسن (مشارك الإخراج جايمس ووتون) | شارلوت فولرتون                 | 8 أبريل 2011       |
| 23                 | 23                   | ذكريات العلامة المتميزة    | جيسون ثيسن (مشارك الإخراج جايمس ووتون) | م. ا. لارسون                   | 15 أبريل 2011      |
| 24                 | 24                   | البومة والامور بخواتمها    | جيسون ثيسن (مشارك الإخراج جايمس ووتون) | سيندي مورو                     | 22 أبريل 2011      |
| 25                 | 25                   | حفلة مهره ما               | جيسون ثيسن (مشارك الإخراج جايمس ووتون) | ميغان مكارثي                   | 29 أبريل 2011      |
| 26                 | 26                   | أجمل الليالي               | جيسون ثيسن (مشارك الإخراج جايمس ووتون) | ايمي كيتينغ روجرز              | 6 مايو 2011        |

### الموسم الثاني (2011-2012)
| رقم الحلقة اجماليا | رقم الحلقة في الموسم | عنوان الحلقة                 | إخراج       | كتابة                                           | تاريخ العرض الأصلي |
| ------------------ | -------------------- | ---------------------------- | ----------- | ----------------------------------------------- | ------------------ |
| 27                 | 1                    | عودة الانسجام (الجزء الاول)  | جيسون ثيسن  | م. ا. لارسون                                    | 17 سبتمبر 2011     |
| 28                 | 2                    | عودة الانسجام (الجزء الثاني) | جيسون ثيسن  | م. ا. لارسون                                    | 24 سبتمبر 2011     |
| 29                 | 3                    | الدرس صفر                    | جاميس ووتون | ميغان مكارثي                                    | 15 أكتوبر 2011     |
| 30                 | 4                    | كسوف لونا                    | جاميس ووتون | م. ا. لارسون                                    | 22 أكتوبر 2011     |
| 31                 | 5                    | تواصل الاخوات                | جاميس ووتون | سيندي مورو                                      | 5 نوفمبر 2011      |
| 32                 | 6                    | حمى العلامة                  | جاميس ووتون | ايمي كيتينغ روجرز                               | 12 نوفمبر 2011     |
| 33                 | 7                    | الحيوان الأليف               | جاميس ووتون | شارلوت فولرتون                                  | 19 نوفمبر 2011     |
| 34                 | 8                    | ماير-دو-ويل الغامضة          | جاميس ووتون | ميريويذر ويليامز                                | 26 نوفمبر 2011     |
| 35                 | 9                    | الطبقة الراقية               | جاميس ووتون | ميغان مكارثي                                    | 3 ديسمبر 2011      |
| 36                 | 10                   | سر وجودي                     | جاميس ووتون | م. ا. لارسون                                    | 10 ديسمبر 2011     |
| 37                 | 11                   | ليلة دفء الصداقة             | جاميس ووتون | ميريويذر ويليامز                                | 17 ديسمبر 2011     |
| 38                 | 12                   | يوم تقدير العائلة            | جاميس ووتون | سيندي مورو                                      | 7 يناير 2012       |
| 39                 | 13                   | المولودان الجديدان           | جاميس ووتون | شارلوت فولرتون                                  | 14 يناير 2012      |
| 40                 | 14                   | المركز الأول                 | جاميس ووتون | ايمي كيتينغ روجرز                               | 21 يناير 2012      |
| 41                 | 15                   | العصارة السريعة 6000         | جاميس ووتون | م. ا. لارسون                                    | 28 يناير 2012      |
| 42                 | 16                   | اقرا وابكي                   | جاميس ووتون | سيندي مورو                                      | 4 فبراير 2012      |
| 43                 | 17                   | عيد الصديق المميز            | جاميس ووتون | ميغان مكارثي                                    | 11 فبراير 2012     |
| 44                 | 18                   | تكوين الصداقات               | جاميس ووتون | ايمي كيتينغ روجرز                               | 18 فبراير 2012     |
| 45                 | 19                   | ضع حافرك بعيدا               | جاميس ووتون | القصة: شارلوت فولرتون سيناريو: ميريويذر ويليامز | 3 مارس 2012        |
| 46                 | 20                   | ظاهرة الوقت                  | جاميس ووتون | م. ا. لارسون                                    | 10 مارس 2012       |
| 47                 | 21                   | مهمة التنين                  | جاميس ووتون | ميريويذر ويليامز                                | 17 مارس 2012       |
| 48                 | 22                   | اعصار فلاترشاي               | جاميس ووتون | سيندي مورو                                      | 24 مارس 2012       |
| 49                 | 23                   | صحافة الدجل                  | جاميس ووتون | م. ا. لارسون                                    | 31 مارس 2012       |
| 50                 | 24                   | لغز القطار الغامض            | جاميس ووتون | ايمي كيتينغ روجرز                               | 7 أبريل 2012       |
| 51                 | 25                   | حفل الزفاف (الجزء الاول)     | جاميس ووتون | ميغان مكارثي                                    | 21 أبريل 2012      |
| 52                 | 26                   | حفل الزفاف (ألجزء الثاني)    | جاميس ووتون | ميغان مكارثي                                    | 21 أبريل 2012      |

## مصطلحات
- عناصر الانسجام
- العلامة المميزة (الكيوتيمارك)

## الشخصيات

### الشخصيات الرئيسية الستة
- توايلايت سباركل

هي تلميذة الأميرة سليستيا المخلصة كانت تدرس في كانترلوت وبعدها في بونيفيل وهي تمثل عنصر الصداقة.
- - مؤدي الصوت: تارا سترونغ
  - المدبلج المصري: ولاء أسامة، أميرة عامر، دينا بشير، رشا حمدي
  - المدبلج السوري: رشا زرق
- آبل جاك

مهرة تعيش في مزعة للتفاح مع جدتها جراني سميت وأخاها الأكبر وأختها آبل بلوم وعنصرها المميز يتمثل في ثلاث تفاحات حمراء وعنصرها في عناصر الانسجام هو الصدق.
- - مؤدي الصوت: آشلية بول
  - المدبلجة المصرية: وسام نادي
  - المدبلجة السورية: مهجة الشيخ
- رينبو داش

مهرة شجاعة تحب المغامرة كثيراً وقريبة سكوتالو وحلمها أن تصبح من الواندربلوزد وعنصرها الوفاء.
- - مؤدي الصوت: آشلية بول
  - المدبلجة المصرية: ناريمان نيازي
  - المدبلجة السورية: لمى هاشم
- راريتي

خياطة بونيفيل تحب أن تبقى مجاريه للموضة وراقيه أكثر من أصدقائها وأخت سويتي بيل الكبرى وعنصرها الكرم.
- - مؤدي الصوت: تابيثا سينت جرماين
  - المدبلج المصري: إنجي جمال، جيسي عادل
  - المدبلج السوري: كريستين شحود، هبة شالاتي
- فلاترشاي

هادئة ولطيفة وتحب جميع أصدقائها وتسطيع التعامل مع الحيوانات الأليفة والمفترسة وعنصرها اللطف.
- - مؤدي الصوت: أندريا ليبمان
  - المدبلجة المصرية: آمل عبد الله
  - المدبلجة السورية: رغدة الخطيب
- بينكي باي

هي من المهور التي تحب الضحك كثيراً وتنظم أجمل الحفلات وتتكلم بسرعة حيث لا أحد يفهما وعنصرها الضحك.
- - مؤدي الصوت: أندريا ليبمان
  - المدبلجة المصرية: همسة إمام، إنجي البستاوي
  - المدبلجة السورية: رشا بيدس

### نادي العلامة المميزة
- أبل بلوم
- سويتي بيل
- سكوتالو

### الأشرار
- نايتمير مون

هي في الاصل الاميرة لونا وعندما كانت مع اختها سليستيا حكمتا البلاد معا ولكن استائت لونا لانها تخرج القمر الذي ينام فيه الجميع ويلعبون ويفرحون مع الشمس التي تشرقها سليستيا لذلك قررت ان يبقى الليل للابد ولكن سليستيا رفضت وحبستها بعناصر الانسجام بالقمر (وباقي القصة في الحلقة الأولى في ماي ليتل بوني)
- ديسكورد
- تريكسي
- المتحولون
- الملك سومبرا

كان حاكما مستبدا للامبراطورية الكريستالية.أحادي القرن عنيد ذو قوة مظلمة خارقة وأعين خضراء وضحكته مجنونة وهو كابوس حقيقي لاي شخص يقابله.
- تيرك
- ذا دازلينج (سيرانس)
- سانست شيمر

إحدى أفضل الطالبات الواعيات في مدرسة الأميرة سلسيتيا للمهور الموهبين، علامتها المميزة هي شمس لامعة.

### آخرون
- سبايك
- الأميرة سيليستيا
- الأميرة لونا
- الأميرة مياموري كيدانزا

هي الأميرة التي كانت تلعب وتمرح مع توايلات في صغرها وبعدها لما كبرت توايلايت تفرقتا وهي أميرة ل الامبراطورية الكريستال.
- شاينينغ ارمور

هو الاخ الأكبر لتوايلايت وزوج الأميرة كدنزة وهو قائد الحرس الملكي للأميرة لونا وسليستيا ويحمي كانترلوت وهو الذي يستخدم الدرع ل كانترلوت.
- عمدة بونيفيل
- غيلدا
- تريكسي
- سنيبس
- سنيلز
- زيكورا

هي حمار وحشي وحكيمة على مر الزمن تلجا المهور اليها للعلاج وكي تساعدهن على التغلب على المشاكل
- تويست
- دياموند تيارا
- سيلفر سبون
- هويتي تويتي
- سافاير شورز
- كلاب الماس
- فوتو فينيش
- ليتل سترونغهارت
- الزعيم ثندرهوفز

### عائلة أبل
- بيغ ماكنتوش
- غراني سميث
- برايبرن
- العم والعمة أورنج
- ابل بلوم
- ابل جاك
- بابس سيد

### الحيوانات الأليفة
- وينونا
- إنجل
- أوباليسينس
- غامي
- فيلمينا
- أوليشيوس

## الأصوات العربية

### نسخة نيو للإنتاج
- فلاتر شاي - آمل عبدالله
- أبل جاك - وسام نادي
- الأميرة لونا - آية حمزة
- راريتي - إنجي جمال، جيسي عادل
- بينكي باي - همسة إمام، إنجي البستاوي
- رينبو داش - ناريمان نيازي
- سلستيا - آية حمزة
- سكوتالو - أسماء عبد الحميد
- غراني سميث - سهير أحمد بدراوي
- سانست شيمر - آية حمزة
- توايلايت سباركل - ولاء أسامة، أميرة عامر، دينا بشير، رشا حمدي
- سبايك - حمدي عباس
- آبل بلوم - أسماء عبد الحميد
- الأميرة مياموري كدنزة - آية حمزة

### الجزء السابع
الممثلون:
- رشا زرق
- رشا بيدس
- محمد أيتوني
- رغدة الخطيب
- مهجة الشيخ
- لمى هاشم
- كريستين شحود
- كامل نجمة
- صابرين الورار
- أميرة حذيفي
- باسل الرفاعي
- فاتن عيدو
- سامر الجندي
- طارق المسكي
- نضال جوهر
- هبة شالاتي
- رهف جعفر
- آلاء الخضر
- حنين نشواتي
- ندى محفوض
- أسيمة يوسف
- صفاء رقماني
- يحيى الكفري
- عادل أبو حسون

### الجزء الثامن
الممثلون:
- رشا رزق
- صابرين الورار
- لمى هاشم
- مهجة الشيخ
- هبة شالاتي
- محمد أيتوني
- رغدة الخطيب
- رشا بيدس
- باسل الرفاعي
- سامر الجندي
- رزان الحبش
- طارق المسكي
- سمر عبد العزيز
- ميس ضوا
- عماد نجار
- أميرة حذيفي
- حنين نشواتي
- نضال جوهر
- ندى محفوض
- الآء مصري زادة
- رهف جعفر
- الآء الخضر
- مجد نعيم
- كامل نجمة
و
- عادل أبو حسون
- محمد خير أبو حسون
- أسيمة يوسف

## وصلات خارجية
- الموقع الرسمي
- ماي ليتل بوني: فرندشيب إز ماجيك على موقع IMDb (الإنجليزية)
- ماي ليتل بوني: فرندشيب إز ماجيك على موقع روتن توميتوز (الإنجليزية)
- ماي ليتل بوني: فرندشيب إز ماجيك على موقع نتفليكس (الإنجليزية)
- ماي ليتل بوني: فرندشيب إز ماجيك على موقع فيلمافينيتي (الإسبانية)
- ماي ليتل بوني: فرندشيب إز ماجيك على موقع كينوبويسك (الروسية)
- ماي ليتل بوني: فرندشيب إز ماجيك على موقع ألو سيني (الفرنسية)
- ماي ليتل بوني: فرندشيب إز ماجيك على موقع ميوزك برينز (الإنجليزية)
- ماي ليتل بوني: فرندشيب إز ماجيك على موقع قاعدة بيانات الفيلم (الإنجليزية)
- My Little Pony Friendship is Magic Wiki على ويكيا
- Equestria Daily - مدونة كبيرة لمحبي «فرندشيب إز ماجيك» البالغين. أيضاً مجتمع إنترنت لأحدث الأخبار ومجموعة قصص المعجبين.
- List of My Little Pony: Friendship Is Magic episodes